# Бойлер

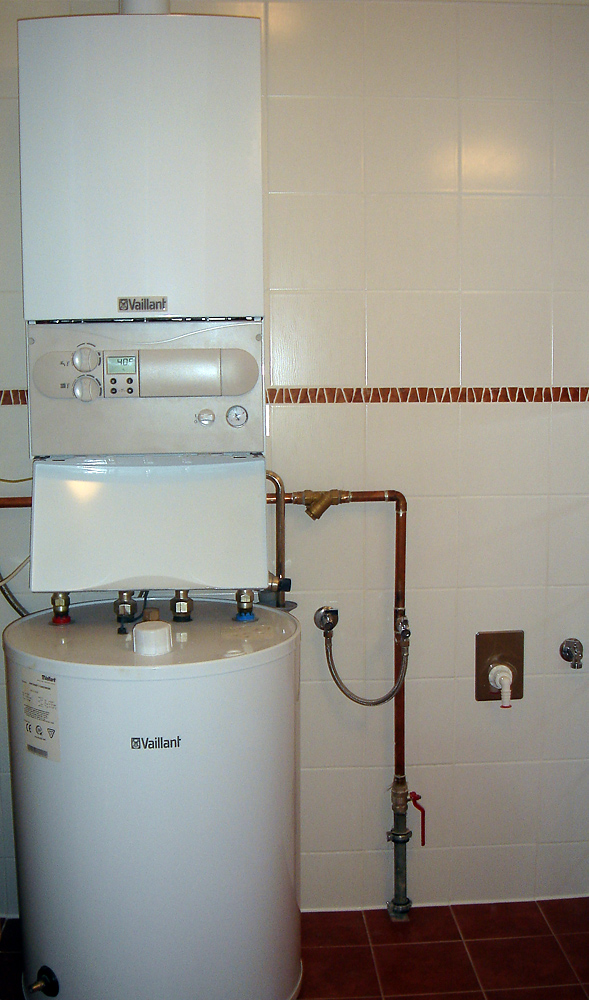
Бойлер на газі з баком для нагрітої води

Бо́йлер (англ. boiler — «котел, кип'ятильник») — теплообмінний апарат для підігрівання води парою або гарячою водою в системах теплопостачання й гарячого водопостачання, наприклад при тепловому діянні на нафтовий поклад. Бойлер може бути вбудованим в котел або стояти окремо.
Бойлери застосовують на теплоелектроцентралях для нагрівання води до 150 °C, яку використовують для теплофікації.
Побутовий бойлер підігріває воду до температури, вищої за комфортну для використання в побуті, тому забезпечує більше теплої води, ніж його об'єм. Об'єм води на виході, окрім об'єму гарячої води з бойлера, включає об'єм холодної води із системи водопостачання, яка знижує температуру води на виході змішувача до прийнятної. Об'єм холодної води можна визначити, якщо поділити різницю між температурою води в бойлері та на виході на різницю між температурою холодної води та води на виході та помножити результат ділення на об'єм бойлера.
Для нагрівання води може використовуватись електроенергія або енергія згоряння палива. В побутовому значенні бойлером називають водонагрівачі накопичувального типу, в яких постійно зберігається робочий об'єм нагрітої води. Пристрої накопичувального типу потребують меншої потужності джерел енергії, оскільки нагрівання відбувається протягом довгого часу. В Україні широко розповсюджені електричні та твердопаливні бойлери, накопичувальні нагрівачі на природному газі використовуються значно рідше.